# Pelléas et Mélisande (Fauré)
Pour les articles homonymes, voir Pelléas et Mélisande (homonymie).
Pelléas et Mélisande, op. 80, est une musique de scène écrite en 1898 par Gabriel Fauré pour une représentation en langue anglaise, le 21 juin 1898 à Londres, de la pièce Pelléas et Mélisande de Maeterlinck. L'orchestration fut confiée à Charles Koechlin. Pour cette raison, la « Chanson de Mélisande » est chantée en anglais.
Une suite de cinq morceaux pour orchestre fut publiée en 1900, et créée en 1901 par l'Orchestre Lamoureux dirigé par Camille Chevillard. Elle a aussi été arrangée pour piano seul et piano à quatre mains. La suite apparaît souvent en quatre parties, la « Chanson de Mélisande » étant absente de la plupart des publications. La « Sicilienne » est devenue très populaire, avec des arrangements pour flûte et piano ou d'autres instruments.
La musique a été utilisée par George Balanchine dans le premier tableau « Émeraudes » de son ballet Jewels (Joyaux), créé en 1967 à New York.

## Mouvements de la suite
1. Prélude - Quasi adagio
2. Fileuse - Andantino quasi allegretto
3. Chanson de Mélisande
4. Sicilienne - Allegretto molto moderato
5. La Mort de Mélisande - Molto adagio